# Raschismus

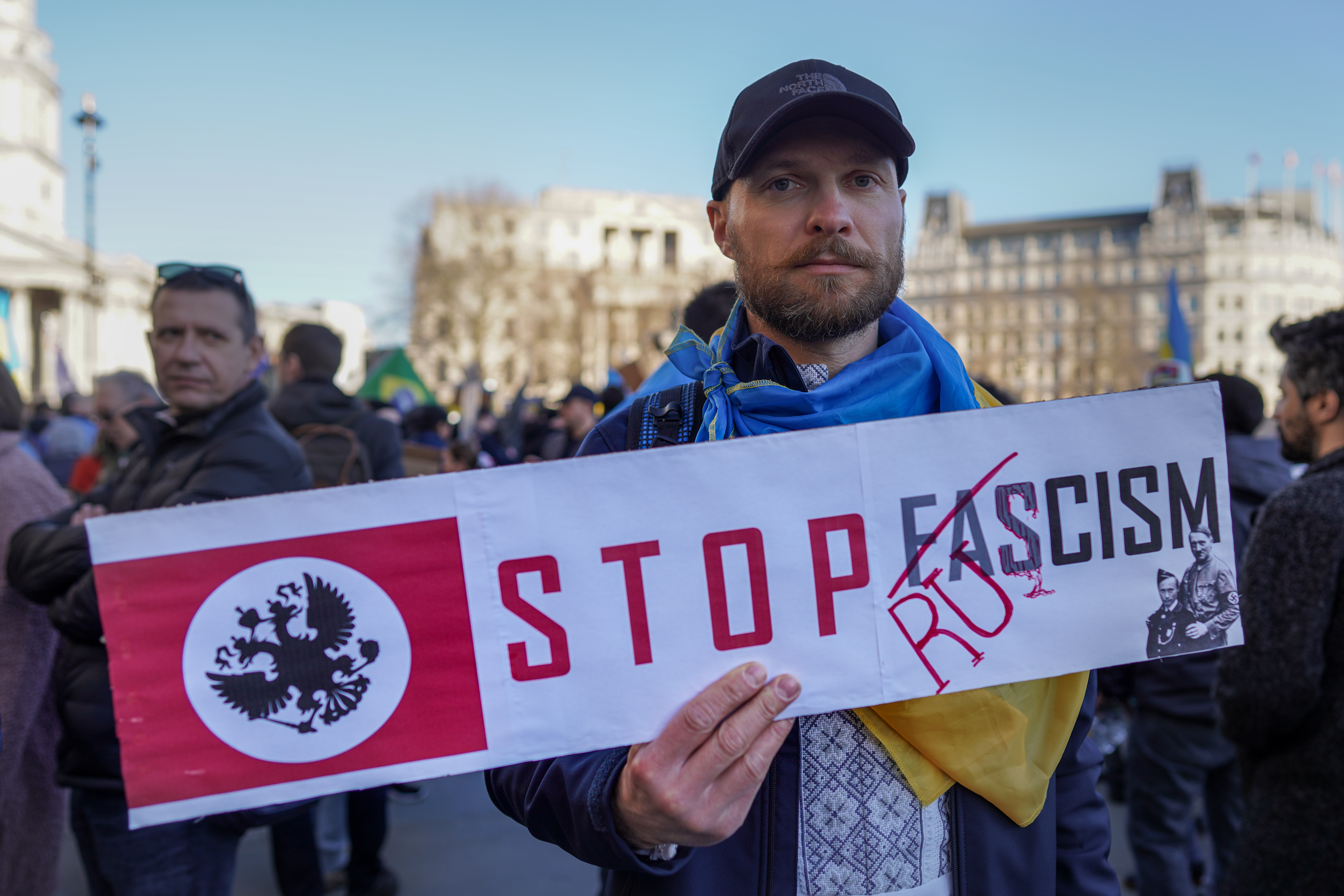
Demonstrant in London mit Poster gegen Faschismus/Raschismus (2022)

Raschismus (russisch рашизм raschism, ukrainisch рашизм raschysm) oder russischer Faschismus (русский фашизм), häufiger Ruschismus (englisch ruscism), ist ein Kofferwort der Wörter Russland und Faschismus und wird insbesondere im Kontext des russischen Angriffskrieges gegen die Ukraine 2022 verwendet. Der Begriff wurde von russischen Dissidenten geprägt und von ukrainischen und anderen nicht-russischen offiziellen Stellen und Medien verwendet, um die unter Wladimir Putin vorherrschende politische Ideologie in Russland zu brandmarken, die sich faschistischer Methoden bediene oder nach einer objektiven Faschismus-Definition eine Form des Faschismus sei.

## Herkunft und Definition

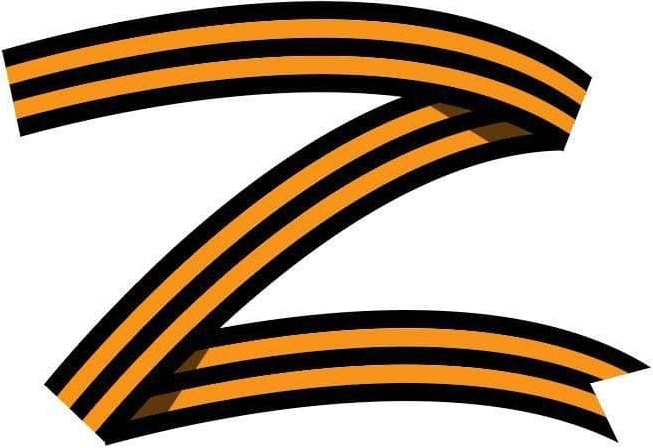
Das Z-Zeichen der russischen Truppen beim Überfall auf die Ukraine, Sankt-Georgs-Band in Z-Form als ein Symbol der Propaganda (2022)

Der Begriff „Raschismus“ ist ein Neologismus und politisches Schlagwort. Er wurde durch Verschmelzung der Wörter Russia (englisch für „Russland“) und Faschismus künstlich gebildet und klingt auch an Rassismus an. Raschismus ist eine Art totalitärer Ideologie, eine Symbiose von Faschismus und Stalinismus. Er beschreibt die Besetzung und Annexion ausländischer Territorien durch die Russische Föderation, öfters als traditionelles „Sammeln russischer Erde“ begründet und mit einer lokalen Kollaboration und Unterstützung der russischen Fünften Kolonne verbunden. Die Redewendung „Sammeln russischer Erde“ wird traditionell für die russische Expansion verwendet.

## Geschichte
1995 benutzte der erste tschetschenische Präsident Dschochar Dudajew (1944–1996) im Zusammenhang mit dem Ersten Tschetschenienkrieg den Begriff Russismus (russisch русизм), den er als Manifestation einer wachsenden rechtsextremen russischen Ideologie ansah. Dudajew erklärte den Begriff Russismus als Abart einer Hassideologie, die auf großrussischem Chauvinismus und Fehlen von Spiritualität sowie Unmoral beruhe. Von anderen Formen des Rassismus und Nationalismus unterscheide sich diese durch extreme Grausamkeit gegenüber Mensch und Natur. Grundlage sei die Zerstörung von allem und jedem, die Taktik der verbrannten Erde.

### Verwendung seit dem Kaukasuskrieg 2008

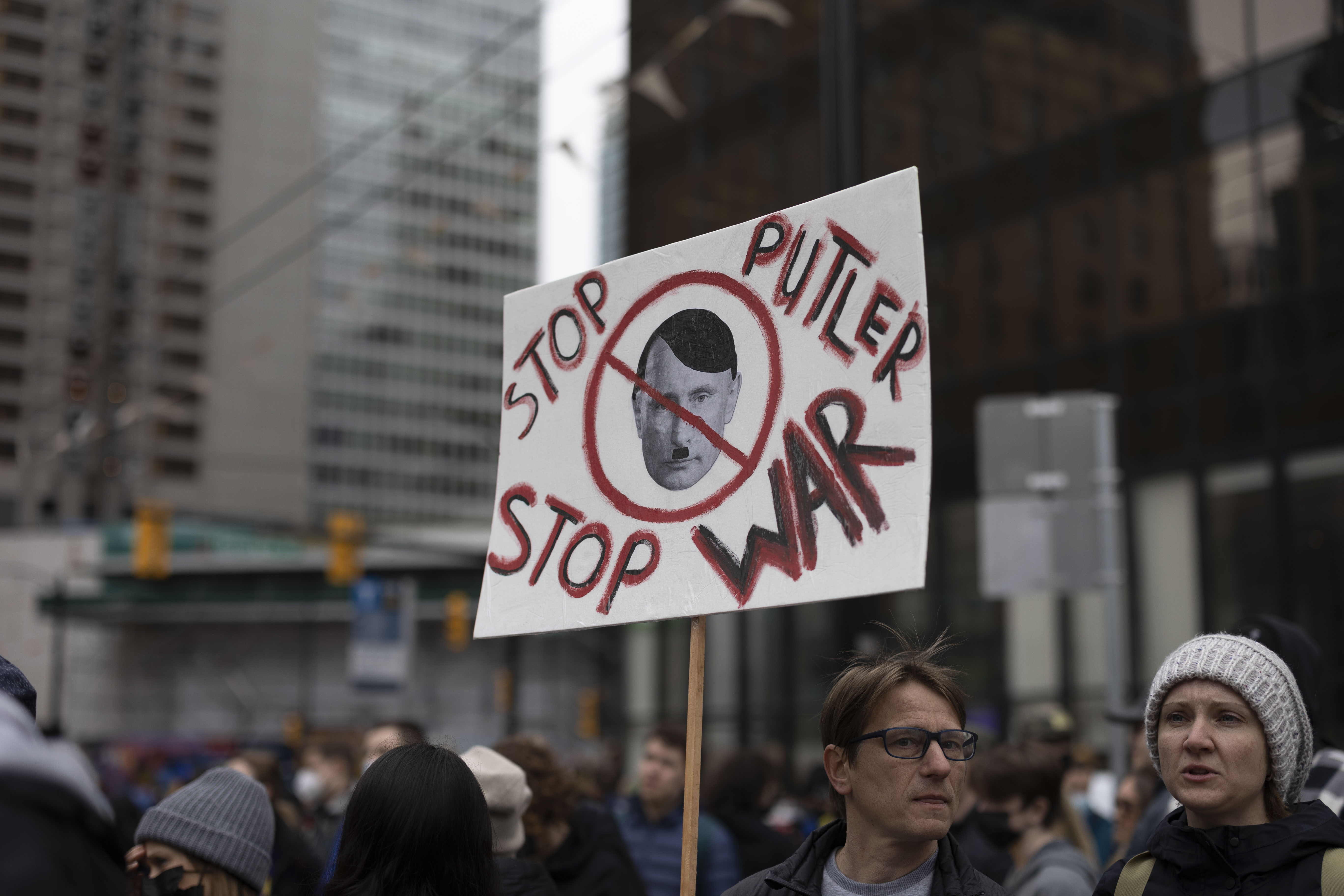
Schild bei der Antikriegsdemo in Vancouver (26. Februar 2022)

Der Begriff ist seit dem Kaukasuskrieg 2008 gegen Georgien im Jahr 2008 inoffiziell verbreitet worden. Zum zweiten Mal wurde der Begriff während der Annexion der Autonomen Republik Krim durch Russland, nach dem Abschuss von Malaysia-Airlines-Flug 17 am 17. Juli 2014 und dem Beginn des russisch-ukrainischen Krieges 2014 popularisiert.
Das auch auf den Faschismus anspielende Kofferwort Putler, oft mit einer Illustration Wladimir Putins mit Hitlerschnauzbart, fand in der Wendung Putler kaputt, in Anspielung auf den verbreiteten Ausruf Hitler kaputt schon bei den Massenprotesten 2011 und 2012 breite Verwendung. Nach dessen Entstehung in Russland wurde der Begriff ab 2014 nun auch in der Ukraine, und zwar häufig, gebraucht wo die Annexion der Krim mit dem Anschluss Österreichs assoziiert wurde. 2014 war Putler in Russland gar als Wort des Jahres nominiert, unterlag jedoch „Krymnasch“ (die Krim ist Unser). Bei Gebrauch des Wortes in Russland drohen nach dem dortigen steten Ausbau der Repression strafrechtliche Konsequenzen. Trotzdem sind die Memes weit verbreitet, auch der Langname „Wladolf Waldemarowitsch Putler“ oder Checklisten mit direktem Vergleich von Hitler- mit Putin-Zitaten.

### Verwendung seit dem russischen Überfall auf die Ukraine 2022

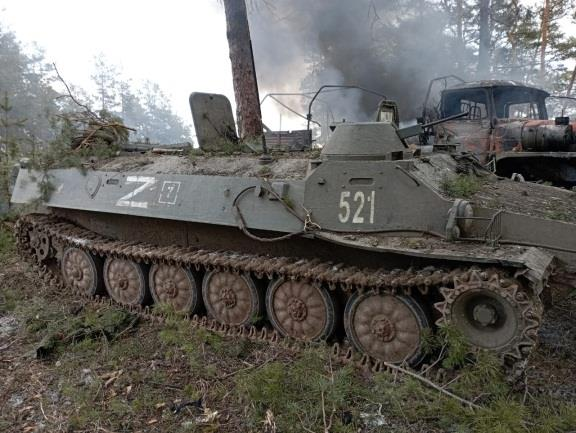
Ein zerstörter russischer MT-LB-Panzer mit dem Buchstaben Z (2022)

Seit dem russischen Überfall auf die Ukraine 2022 ist Raschismus (wie auch die abgeleitete Personenbezeichnung Raschist) ein „in der Ukraine weit verbreiteter Begriff“, den neben Journalisten und Bloggern auch führende militärische und politische Kreise des Landes verwenden und der in der Ukraine im Schulunterricht behandelt wird. Oleksij Danilow, Sekretär des Nationalen Sicherheits- und Verteidigungsrats der Ukraine, empfiehlt das Wort zur Beschreibung von Russlands Aggression gegen die Ukraine: 

„Heute möchte ich an alle Journalisten appellieren, das Wort ‚Raschismus‘ zu verwenden, denn dies ist ein neues Phänomen in der Weltgeschichte, das Herr Putin mit seinem Land geschaffen hat – moderne Rassisten, die sich nicht wesentlich von Faschisten unterscheiden. Ich erkläre warum: Weil es vorher keine solche Gelegenheit gab, Städte mit so vielen Fliegerbomben und solcher Ausrüstung zu zerstören, gab es keine solche Kraft. Jetzt haben sie völlig andere Kapazitäten und nutzen sie als Unmenschen.“

 Ende März 2022 berichtete der Politikwissenschaftler Wolodymyr Kulyk (Institut für politische und ethnische Studien der Nationalen Akademie der Wissenschaften der Ukraine, Kiew), die Soldaten der Besatzungsarmee würden „häufig als ‚Raschisten‘ oder ‚Orks‘ bezeichnet“.
Der Schriftsteller Sergei Gerasimow verwendet den Ausdruck für das von den Ukrainern Erlebte, von ihm beschrieben als einen „Nullpunkt des Mitgefühls“. Die dreisprachige Ukrajinska Prawda zitierte den Oberbefehlshaber der Streitkräfte der Ukraine Walerij Saluschnyj mit dessen Gebrauch des Begriffs, englisch, in der Schreibweise „Ruscism“. The Kyiv Independent brachte zum „Tag des Sieges“ einen Kommentar des Vorsitzenden von Ukraine 2050, Eugene Czolij: Auch hier fand der Terminus (im englischsprachigen Medium als „Rashism“) Verwendung. Das unabhängige russische Exilmedium Meduza erwähnte am 18. Mai unter den „Major recent events in Russia and Ukraine“, die russische Behörde Roskomnadsor habe zwei Artikel der englischsprachigen Wikipedia – dabei jenen zu Raschismus – beanstandet. Man habe dazu aufgefordert, die Texte zu überarbeiten oder zu entfernen („to revise or remove two articles (‘2022 Russian invasion of Ukraine’ and ‘Rashism’)“).
Der deutsche Osteuropahistoriker Karl Schlögel nennt den Neologismus im Zusammenhang von Putinismus, Neototalitarismus und Russo-Faschismus, wobei er bekennt, dass die wissenschaftliche Theoriebildung ähnlich wie in der Zwischenkriegszeit bei den Begriffen Faschismus und Nationalsozialismus noch eine „Suchbewegung“ ist.

## Hauptmerkmale und Einzelheiten

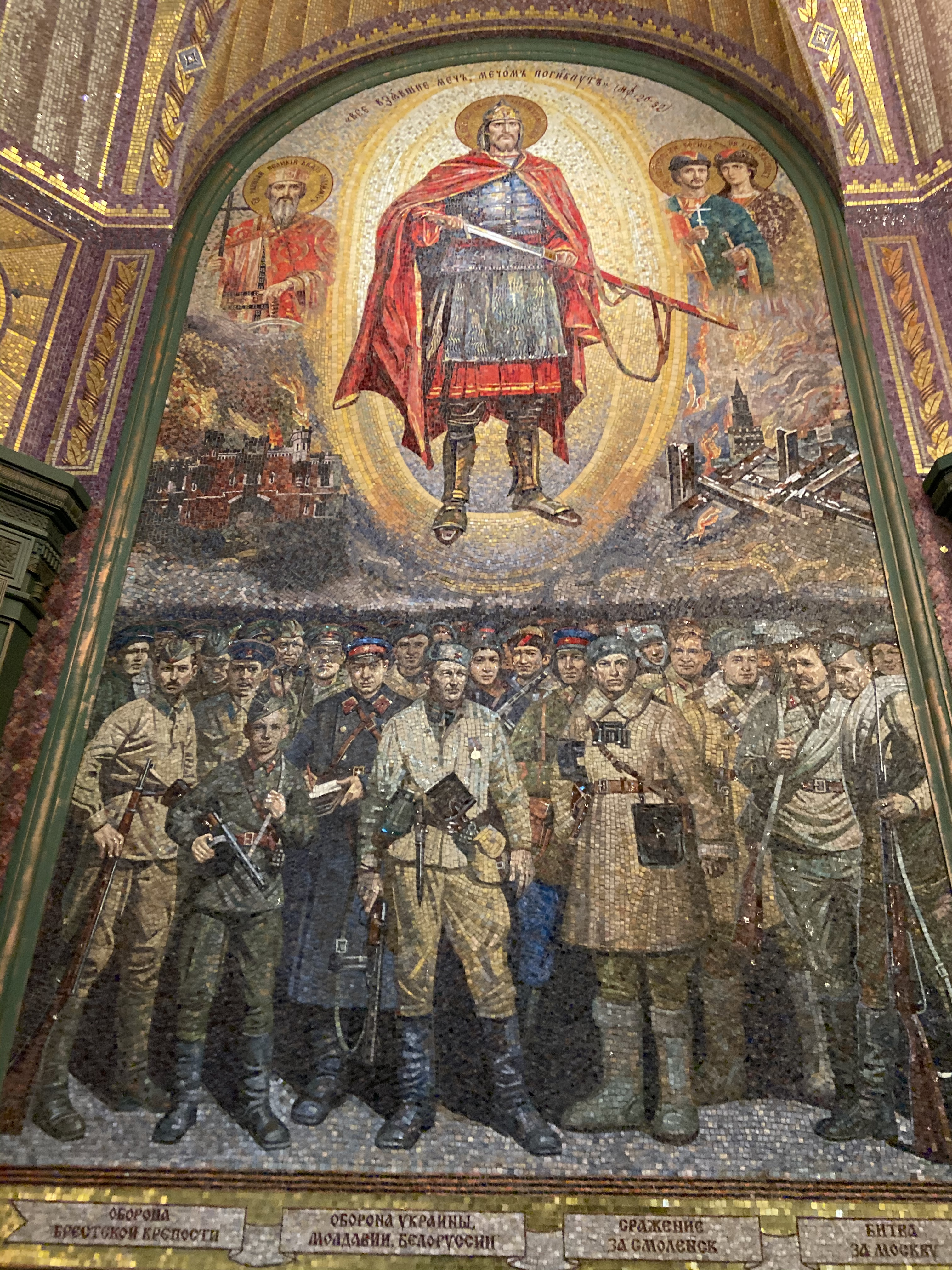
Ein Mosaik in der Hauptkirche der Streitkräfte Russlands, das orthodoxe Ikonographie mit sowjetischer Militärsymbolik verbindet (2021)

Der russische Historiker Alexander Walerjewitsch Skobow sieht den Raschismus als eklektische Mischung des Chauvinismus, der Nostalgie für die sowjetische Vergangenheit und der orthodoxen Kirche. Den russischen Faschismus kennzeichne die Verachtung des Individuums, die zur Verdrängung der Persönlichkeit und Unterdrückung von Minderheiten unter die „Mehrheit“ führe, sowie ein Misstrauen gegen jegliches demokratische Prozedere, „das alles nur ein Werkzeug für feine Manipulationen sei“ (während der Raschismus grobe Medienmanipulationen bevorzuge). Der russische Faschismus geht davon aus, dass „der Volksgeist“ und „das höhere Gesellschaftsinteresse“ nicht durch formale Wahlmechanismen realisiert werden, sondern irrational und mystisch – durch einen Führer, der an die Macht kam, nachdem er alle anderen umgebracht hatte.
Der russische Politologe Stanislaw Belkowski meint, dass der Raschismus sich hinter der Maske des Antifaschismus versteckte, jedoch sein Gesicht und Wesen völlig faschistisch seien.
Der ukrainische Politologe Ruslan Kljutschnyk vermutet, dass russische Eliten sich als berechtigt ansehen, eine „souveräne Demokratie“ auf eigene Art und Weise zu errichten, ohne „westliche“ Normen zu berücksichtigen, dabei aber auf russische Staatsbildungstraditionen achten. Die Verwaltungsmittel Russlands dienten dazu, eine demokratische Fassade zu erhalten, hinter der sich der Mechanismus absoluter Manipulation der bürgerlichen Willenserklärung versteckt.
Der an der Columbia University lehrende Kulturwissenschaftler Mark Lipovetsky (* 1964 in Jekaterinburg) behandelte Raschismus im Kontext mit der Figur des Trickster, der im zeitgenössischen Russland ins Zynische gekippt sei.